# Nakatane
Nakatane (中種子町?) è una cittadina giapponese della prefettura di Kagoshima situata nella parte centrale dell'isola di Tanegashima nell'arcipelago delle isole Ōsumi.